# Simon Marcus
Simon Marcus (ur. 5 listopada 1986 w Toronto) – kanadyjski kick-boxer oraz zawodnik boksu tajskiego jamajskiego pochodzenia, mistrz świata GLORY w wadze średniej z 2016 i 2017.

## Kariera sportowa
Mając 16 lat zaczął trenować kickboxing. W trakcie swojej amatorskiej kariery uzyskał bilans 19 zwycięstw, 2 porażek i 2 remisów, zostając m.in. dwukrotnym medalistą mistrzostw świata IFMA w boksie tajskim oraz złotym medalistą inauguracyjnych I Igrzysk Sportów Walki. W 2009 zawodowo zadebiutował w kickboxingu. W 2012 został mistrzem WPMF w wadze półciężkiej, pokonując Taja Kaoklaia Kaennorsinga. W sierpniu 2013 zwyciężył na punkty Rosjanina Artioma Lewina, zostając mistrzem WBC wagi półciężkiej. W czerwcu 2014 zadebiutował w GLORY, przegrywając przez nokaut z Joe Schillingiem.
3 kwietnia 2015 wygrał turniej pretendentów do pasa mistrzowskiego GLORY, a miesiąc później zmierzył się o mistrzostwo z byłym rywalem, Artiomem Lewinem, z którym ostatecznie zremisował (większościowo), co oznaczało zachowanie pasa przez Rosjanina. 26 lutego 2016 na GLORY 27, doszło do rewanżu Marcusa z Lewinem, w którym zwycięzcą, w kontrowersyjnych okolicznościach okazał się Kanadyjczyk. Lewin w trzeciej rundzie mistrzowskiego boju, zrezygnował z kontynuowania pojedynku, zarzucając sędziemu stronniczość i poddał walkę. Rosjanin został zdyskwalifikowany, a pas przyznano Marcusowi.
13 maja 2016 obronił tytuł, wypunktowując Dustina Jacoby'ego (GLORY 30). 9 września 2016 przegrał z Jasonem Wilnisem przez TKO (przerwanie przez sędziego) i stracił mistrzostwo GLORY.
Po pokonaniu drugi raz w karierze Dustina Jacoby'ego w listopadzie 2016, zmierzył się 29 kwietnia 2017 (GLORY 40) w rewanżu Jasonem Wilnisem, którego ostatecznie pokonał niejednogłośnie na punkty i ponownie został mistrzem wagi średniej.
14 października 2017 na GLORY 46 w Kantonie przegrał na punkty z Brazylijczykiem Alexsandro Pereirą tracąc tym samym pas. 10 sierpnia 2018 po raz trzeci zmierzył się z Jasonem Wilnisem, pokonując go niejednogłośnie na punkty.

## Osiągnięcia[3]
Amatorskie:
- 2007: Mistrzostwa Świata IFMA w Boksie tajskim –  w kat. −81 kg
- 2008: Mistrzostwa Świata IFMA w Boksie tajskim –  w kat. −81 kg
- 2009: mistrz Ameryki Północnej WKA w kat. -86 kg
- 2010: I Igrzyska Sportów Walki w Boksie tajskim –  w kat. −81 kg

Zawodowe:
- 2012–2013: mistrz świata WPMF w wadze półciężkiej (-79 kg)
- 2013: mistrz Lion Fight w wadze półciężkiej (-79 kg)[11]
- 2013: mistrz świata WBC Muay Thai w wadze półciężkiej
- 2013: mistrz świata WCK w wadze półciężkiej (-79 kg)
- 2014: WLF: Kunlun Fight – 1. miejsce w turnieju wagi -80 kg
- 2014: Kunlun Fight Tournament – 1. miejsce w turnieju wagi -80 kg
- 2014: mistrz IPCC w wadze półciężkiej (-80 kg)
- 2014: mistrz Combat Banchmek w wadze półciężkiej (-80 kg)
- 2015: GLORY Middleweight Contender Tournament – 1. miejsce w turnieju wagi średniej
- 2016: mistrz świata GLORY w wadze średniej
- 2017: mistrz świata GLORY w wadze średniej